# Колдуэлл, Хилари
Хилари Колдуэлл (англ. Hilary Caldwell; род. 17 марта 1990, Лондон, Онтарио) — канадская пловчиха, тренирующаяся в Виктории, Британская Колумбия. Она выиграла бронзовую медаль в плавании на дистанции 200 м на спине на летних Олимпийских играх 2016 года в Рио-де-Жанейро. Колдуэлл выиграла бронзовую медаль в той же дисциплине на чемпионате мира по водным видам спорта 2013 года, а также бронзу на Играх Содружества 2014 года в плавании на спине на дистанции 200 м. Она также является чемпионкой Панамериканских играх 2015 года в Торонто на этой дистанции.

## Карьера
Она впервые начала соревноваться в плавании в Южном Суррее, недалеко от Уайт-Рока, Британская Колумбия.
На летних Олимпийских играх 2012 года в Лондоне она выступала на дистанции 200 метров на спине, и заняв 18-е место, не попала в полуфинал. В следующем сезоне на чемпионате мира по водным видам спорта 2013 года Колдуэлл неожиданно завоевала бронзовую медаль на дистанции 200 метров на спине. Она установила и побила национальный рекорд в предварительном раунде, в полуфинале и в финале.
Колдуэлл стала готовиться с известным тренером Западного побережья Рэнди Беннеттом в Виктории в течение 2009 года, он также тренировал канадского олимпийского призёра Райана Кохрана. Этот шаг позволил ей добиться прогресса и сосредоточиться в плавании на спине, в то время как ранее она также участвовала в соревнованиях комплексным плаванием.
Она продолжала хорошо выступать под руководством Беннетта. Колдуэлл в следующий раз выиграла бронзовую медаль на Играх Содружества 2014 года на своей любимой дистанции — 200 м на спине. В следующем году она завоевала золото на Панамериканских играх 2015 года в Торонто. Незадолго до победы Беннетт скончался, в связи с чем победа Колдуэлл оказалась наиболее эмоциональной.
Хилари вошла в состав сборной Канады на летние Олимпийские игры 2016 года. Колдуэлл завоевала бронзовую медаль в плавании на 200 м на спине. После события она сказала репортерам CBC, что предыдущий год был тяжелым, и она хотела, чтобы её новый тренер Райан Маллетт гордился.